# Мерджимек
Мерджимек (азерб. Mərcimək) — село в Кельбаджарском районе Азербайджана. Расположено на высоте 1599 м.

## Этимология
Мерджимек — это фитоойконим. По местным данным, село было основано в местности, где произрастает чечевица (азерб. mərcimək), от чего село и получило своё название.

## История
По материалам издания «Административное деление АССР», подготовленных в 1933 году Управлением народно-хозяйственного учёта АССР (АзНХУ), по состоянию на 1 января 1933 года населённый пункт Мерчимек входил в состав Отакларского сельсовета Кельбаджарского района Азербайджанской ССР. Население — 126 человек (40 хозяйств, 45 мужчин и 81 женщина). Национальный состав всего Отакларского сельсовета, включавшего также сёла (Агкая, Баллыпея, Чайкент, Лачынкент, Отаклар, Пелангя, Гезлибулаг) на 100% состоял из тюрков (азербайджанцев).
В 1993 году в ходе Карабахской войны село перешло под контроль непризнанной Нагорно-Карабахской Республики контролировавшей село до осени 2020 года. Согласно её административно-территориальному делению располагалось в Шаумяновском районе НКР.
25 ноября 2020 года село был возвращёно под контроль Азербайджана, согласно заявлению глав Армении, Азербайджана и России о прекращении боевых действий в Нагорном Карабахе, опубликованному 10 ноября 2020 года.